# ادی منیکس
جوزف ادگار الن جان ادی منیکس (انگلیسی: Eddie Mannix; ۲۵ فوریهٔ ۱۸۹۱ – ۳۰ اوت ۱۹۶۳) مدیر اجرایی استودیوهای فیلم و تهیه‌کننده اهل ایالات متحده آمریکا بود. او به خاطر فعالیت‌هایش به عنوان یک تمیزکننده برای محافظت از ستاره‌های هالیوود مشهور است. او حقوق می‌گرفت تا جزئیات مخفی زندگی خصوصی و اغلب رنگارنگ ستاره‌های فیلم را پنهان کند تا تصویر آن‌ها در مجامع عمومی و تلقی عامه از آن‌ها، تخریب نشود.
یادداشت‌های او از هزینه‌ها و درآمدهای کمپانی مترو گلدوین مایر بین سال‌های ۱۹۲۴ تا ۱۹۶۲، مرجع مهمی برای تاریخ‌نگاران فیلم به‌حساب می‌آید.

## در فرهنگ عامه
باب هاسکینز در فیلم هالیوودلند (۲۰۰۶)، ادی منیکس را به تصویر کشیده و نقش او را بن افلک بازی می‌کند. تصویر او در فیلم درود بر سزار! (۲۰۱۶)، با بازی جاش برولین، شخصیت اصلی فیلم برادران کوئن است. در رمان مایرون اثر گور ویدال، منیکس یکی از شخصیت‌های فرعی است.